# Тібеггінг

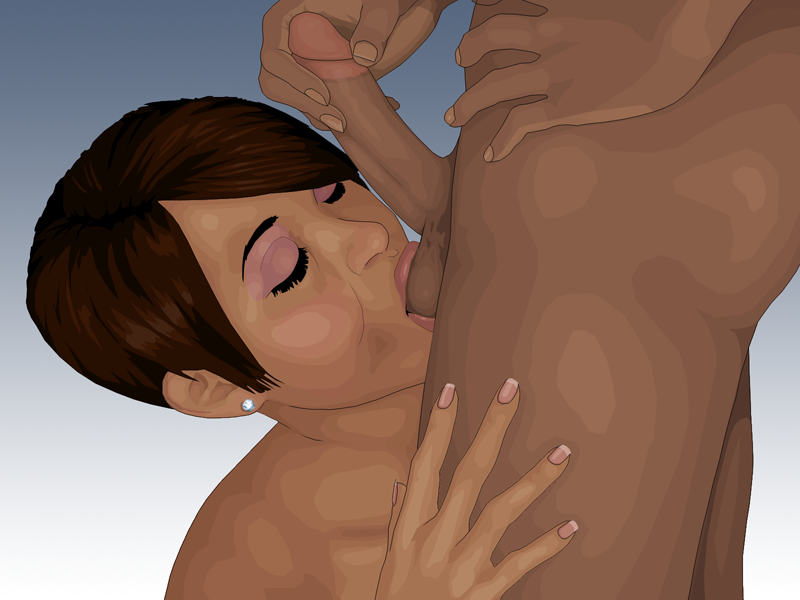
Жінка виконує тібеггінг

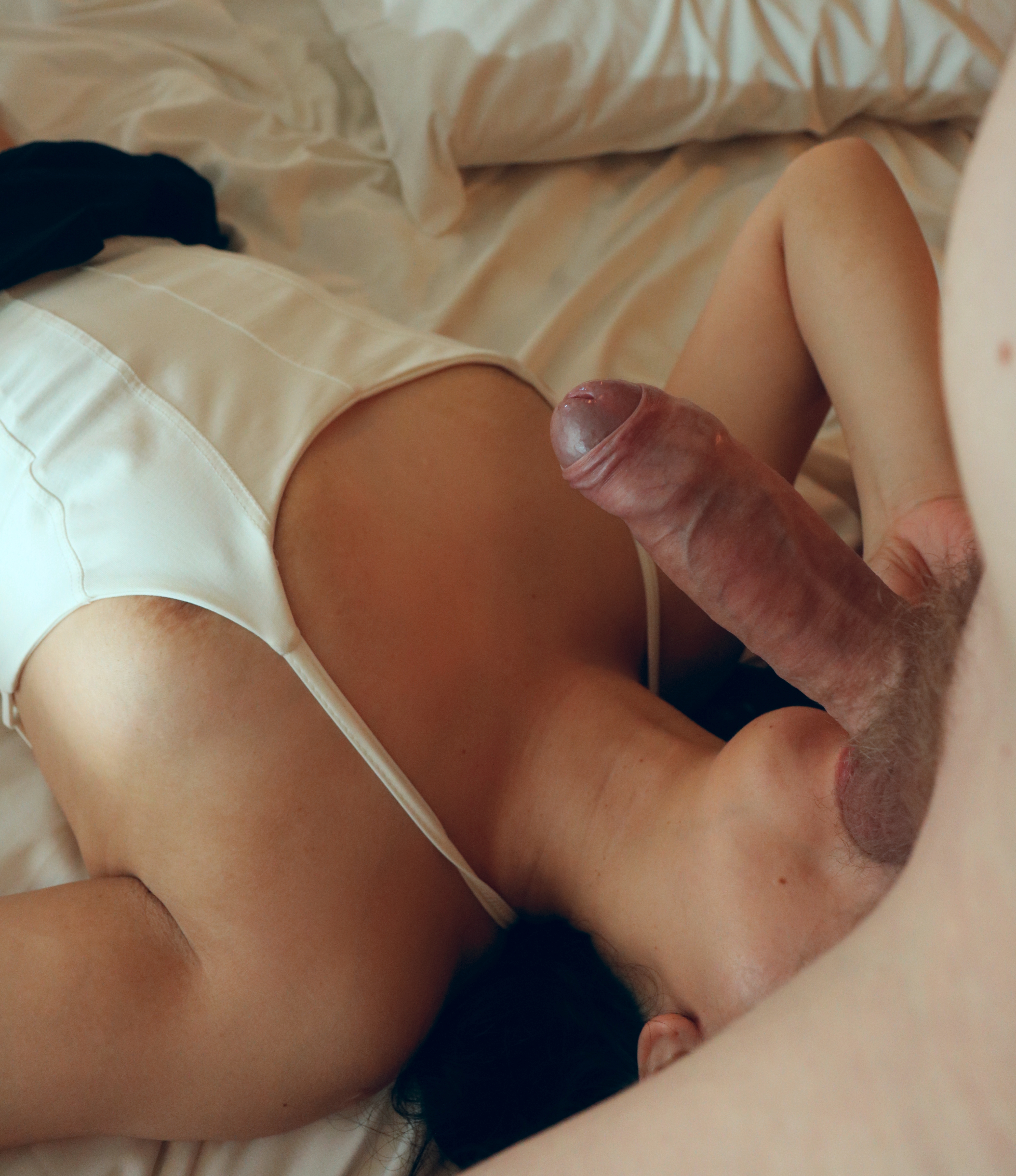
Тібеггінг

Ті́беггінг (англ. Teabagging, «Умо́чування паке́тика ча́ю») — форма орального сексу, коли чоловік поміщує обидва яєчка в ротову порожнину, на обличчя або навколо нього (включаючи верх голови) партнерки(-ра), часто з повторними рухами всередину і назовні, як при іррумації. Як різновид сексу без проникнення може бути частиною прелюдії.

## Етимологія
«Teabagging» — це ing-форма дієслова англійської мови «to teabag», що в дослівному перекладі українською означає «класти/умочувати/занурювати чайний пакетик», оскільки практика нагадує одночасне умочування двох чайних пакетиків при заварюванні однієї чашки чаю.

## Характеристика
Виникнення цієї форми сексу засноване на існуванні ерогенної зони на шкірі мошонки. При сексуальному збудженні мошонка стискається, зменшується в об'ємі і стає щільнішою.
Оскільки при тібегінгу чоловік не контактує слизовими, то ризик інфікування чоловіка менший. Тібеггінг може бути однією з практик феляції, не вимагаючи участі пеніса і вагіни. Його здійснення можливе без настання ерекції і при еректильній дисфункції.